# Joseph Samba Mascott
Joseph Samba Mascott, né Joseph Samba-Mayanguila le 15 août 1941 à Loumou, dans le Département du Pool au Congo, et décédé le 10 avril 1991 à Paris, en France, était un musicien congolais influent. Connu également sous les noms de Samba Mascott ou Sammy Mascott, il a laissé une empreinte indélébile sur la musique congolaise grâce à ses compositions et son style distinctif.

## Début de carrière et ascension
Joseph Samba-Mayanguila a commencé sa carrière musicale en 1961 en rejoignant le groupe Jazz Rina. Il a ensuite intégré l'Orchestre Novelty avant de devenir membre du célèbre groupe Les Bantous de la Capitale en 1964. Son talent exceptionnel et son style musical unique ont rapidement contribué à revitaliser la musique congolaise,.

## Style musical et héritage
Au cours de sa carrière, Samba Mascott a développé un langage musical unique, fusionnant la rumba congolaise avec des éléments de jazz et de musique traditionnelle. Ses chansons emblématiques telles que "Sammy na Cathy" et "Marie Jeanne" sont devenues des hymnes nationaux et ont largement contribué à l'essor international de la musique congolaise. Son héritage musical continue d'inspirer les générations actuelles, et son charisme sur scène demeure inégalé,,.

## Faits marquants

### Origine du surnom "Samba Mascott"
Lors de la Coupe d’Afrique des Nations de football 2017 (CAN 2017), la mascotte officielle, une panthère noire nommée "Samba", était incarnée par Joseph Samba-Mayanguila.

### "Marie Jeanne": Hymne national du sport Congolais de Brazzaville
La chanson "Marie Jeanne" est associée à la victoire des Diables-Rouges lors de la CAN 1972 à Yaoundé, au Cameroun. Samba Mascott et son orchestre Les Bantous de la Capitale ont célébré cette victoire avec des compositions qui sont restées gravées dans l'histoire congolaise,.

## Discographie
- Samba Mascott et l' Orchestre Inter Bantu Du Congo – Femme Nouvelle / Tara-Me
- Pandi, Samba Mascott, Orch. Les Bantous De La Capitale – Est-Il Beau / Gina Mwassi Ya Koy
- La Pépée / Anaba Samy Na Cathy N°3
- Bana A Venir Na Ngai / R16 Nakosomba
- Samba Mayanguila Mascott* Et Les Bantous De La Capitale – Sedim
- Samba Mascott Et Les Bantous De La Capitale – Mayanguila[4],[2]

## Hommage

### Témoignage de son fils Josammy Samba Ganga
Dans une interview, Yvon Josammy Samba Ganga, fils de Samba Mascott, met en lumière l'impact durable de son père sur la musique et la culture. Bien que principalement connu pour sa carrière musicale, Samba Mascott était également un homme d'affaires prospère.

### Continuité et Hommage
L'héritage de Samba Mascott est préservé à travers des initiatives culturelles, telles que le programme Fissicola créé par son fils Josammy Samba Ganga, ainsi que des concerts commémoratifs et des rééditions de ses œuvres.